# Friendshoring
Friendshoring o allyshoring significa l'atto di produrre e approvvigionarsi da paesi che sono alleati geopolitici, il che lo rende sinonimo di blocco commerciale. Alcune aziende e governi perseguono il friendshoring come un modo per continuare ad accedere ai mercati internazionali e alle catene di approvvigionamento riducendo al contempo alcuni rischi geopolitici. Tuttavia, ciò comporta anche dei rischi, tra cui una produzione più costosa e una riduzione della produzione economica.

## Origine
Bonnie Glick ha usato per la prima volta il termine “allied shoring” all’inizio della pandemia di Covid-19, mentre prestava servizio come vice amministratore dell’Agenzia degli Stati Uniti per lo sviluppo internazionale. Nel giugno 2021 il termine "ally-shoring" è stato utilizzato in un articolo della Brookings Institution. Nell’aprile 2022 Janet Yellen ha utilizzato il termine “friend-shoring” in uno dei suoi discorsi, e la Casa Bianca ha parlato di “ally and friendshoring” in un rapporto del giugno 2022 sulle catene di approvvigionamento resilienti.